# Jelena Dragaš
Jelena Dragaš (srpski Јелена Драгаш, grčki Ἑλένη Δραγάση, Elenē Dragasē; o. 1372. – 23. ožujka 1450.) bila je srbijanska plemkinja i bizantska carica. Znana je u pravoslavlju kao sveta Hipomona (Ὑπομονὴ).
Njezin otac je bio srbijanski plemić Konstantin Dragaš, iz velikaške obitelji Dejanović, koji je vladao dijelom Makedonije: nakon Bitka na Marici 1371. godine njen je otac bio turski vazal, te je na turskoj strani sudjelovao i u Bitki na Kosovu polju 1389. godine. 
Jelena je bila poznata po ljepoti i pobožnosti. Njezin je muž - s kojim je izrodila devetero djece - bio car Manuel II. Paleolog, koji se kratko pred smrt dao zarediti, s redovnički imenom Matej. Nakon njegove je smrti 1425. Jelena je i sama postala redovnica i u manastiru - s imenom Hipomona/Ipomonija (što znači "strpljenje") - živjela zadnjih 25 godina života.
Zadnja trojica bizantskih careva - Ivan VIII., Teodor II. i Konstantin XI. - su svi bili njeni sinovi.
Umrla je u Carigradu 3 godine prije pada grada u ruke Turaka. Njezina se lubanja čuva u ženskom Manastiru sv. Patapija u Loutrakiju kod Korinta. Pravoslavci je štuju kao sveticu. 

## Djeca
- kći[1]
- Konstantin[2]
- Ivan VIII. Paleolog[3]
- Andronik Paleolog (sin Manuela II.)
- kći
- Teodor II. Paleolog
- Mihael
- Konstantin XI. Paleolog
- Demetrije Paleolog
- Toma Paleolog